# Suregada ivorensis
Suregada ivorensis är en törelväxtart som först beskrevs av André Aubréville och François Pellegrin, och fick sitt nu gällande namn av Jean Joseph Gustave Léonard. Suregada ivorensis ingår i släktet Suregada och familjen törelväxter.
Artens utbredningsområde är Elfenbenskusten. Inga underarter finns listade i Catalogue of Life.